# Zagarolo superiore
Lo Zagarolo superiore è un vino DOC la cui produzione è consentita nella provincia di Roma.

## Caratteristiche organolettiche
- colore: giallo paglierino più o meno intenso.
- odore: vinoso, delicato, gradevole.
- sapore: secco o amabile, morbido, caratteristico, armonico

## Produzione
Provincia, stagione, volume in ettolitri
- nessun dato disponibile